# Laiphognathus
Genre
Laiphognathus est un genre de poissons marins de la sous-famille des Blenniinae (famille des Blenniidae).

## Liste des espèces
Selon World Register of Marine Species (3 février 2025) :
- Laiphognathus longispinis Murase, 2007
- Laiphognathus multimaculatus Smith, 1955

## Systématique
Le nom valide complet (avec auteur) de ce taxon est Laiphognathus Smith, 1955.

### Publication originale
- (en) J. L. B. Smith, « New species and new records of fishes from Moçambique. Part I. », Memorias do Museu Dr. Alvaro de Castro, Mozambique, vol. 3,‎ 1955, p. 3-27 (ISSN 0458-4104).